# Crataegus dodgei
Crataegus dodgei — вид квіткових рослин із родини трояндових (Rosaceae).

## Біоморфологічна характеристика
Це кущ або дерево 50 дм заввишки. Молоді гілочки часто ± червонуваті, голі, 1-річні сіро-коричневі, старші матово-сірі; колючки на гілочках від мало до багато, від прямих до ± вигнутих, 1-річні блискучі, темно-коричневі або чорні, старші сірі, тонкі, 2.5–7 см. Листки: ніжки листків 40–60% від довжини пластини, голі, від рідко до густо залозисті; листові пластини зелені, субокруглі, ± яйцеподібні, від широко ромбічних до ромбо-яйцеподібних, іноді широко-еліптичні, 2–5 см, тонкі, основа від закругленої до клиноподібної, частки 0 або 1–4 на кожній стороні, верхівки часток від гострих до тупих, краї пилчасті, поверхні голі. Суцвіття 6–15-квіткові. Квітки 13–18 мм у діаметрі; гіпантій голий; чашолистки вузькотрикутні, 5 мм; тичинок 10; пиляки кольору слонової кістки. Яблука від жовтого до жовто-оранжевого, тьмяно-оранжевого або від рум'яного до червоного забарвлення, субокруглі, 7–12 мм у діаметрі, голі. 2n = 51, 68. Період цвітіння: квітень; період плодоношення: вересень і жовтень.

## Ареал
Зростає у північно-східній частині США (Коннектикут, Іллінойс, Індіана, Массачусетс, Меріленд, Мен, Мічиган, Нью-Гемпшир, Нью-Джерсі, Нью-Йорк, Пенсильванія, Род-Айленд, Вірджинія, Вермонт, Вісконсин) і в південно-східній частині Канади (Онтаріо, Квебек).
Населяє чагарники, сукцесійні поля; на висотах 0–900 метрів.